# Bestseller-tårnet
Bestseller-tårnet og Bestseller Village var et projekteret højhus og en bydel i den midtjyske by Brande planlagt af Bestseller A/S til at rumme hotelfaciliteter, kontormiljøer, offentlige aktiviteter og uddannelser. Med sine projekterede 317 meters højde, ville bygningen blive Danmarks højeste og Vesteuropas næsthøjeste bygning (efter Eiffeltårnet).
Ud over tårnet, skulle bydelen omfatte et højhus på 75 meter, to på 50 meter og et på 40 meter. Området er på 64,5 ha og skulle rumme boliger til koncernens medarbejdere under uddannelse, 60 butikker, hotel- og konferencecenter, kontorlokaler, caféer, restauranter og en tankstation.
Planen blev vurderet til at give store udfordringer for brandberedskabet, da der ikke findes nogen højhuse af tilsvarende størrelse i området. Herning Kommune mente at Bestseller-tårnet ville påvirke uforstyrrede landskaber i den sydlige del af Herning Kommune og krævede derfor at der i stedet bygges fire mindre højhuse à 80 meter.
Byrådet for Ikast-Brande Kommune vedtog enstemmigt projektet i marts 2019 efter at projektet havde været til offentlig høring. Bestseller A/S vurderede selv (marts 2019) at der ville gå år før byggeriet kunne påbegyndes.
I januar 2020 blev det meddelt af projektleder Anders Krogh, at projektet er sat på pause på ubestemt tid. I efteråret 2020 udtalte Bestsellers ejer, Anders Holch Povlsen, at projektet var skrinlagt.